# Henry Trimen
Henry Trimen, född 26 oktober 1843 i London, död 16 oktober 1896 i Kandy på Ceylon, var en brittisk botanist. Han namngav flertalet växter inom Dipterocarpaceaefamiljen. Auktorsnamnet Trimen kan användas för Henry Trimen i samband med ett vetenskapligt namn inom botaniken; se Wikipediaartiklar som länkar till auktorsnamnet.
Trimen föddes i Paddington i London som son till Richard och Marinne Trimen och var yngre bror till entomologen Roland Trimen. Han examinerades vid King's College School, London samt från King's College Medical school i Edinburgh men han praktiserade aldrig medicin. Henry Trimen var kurator på King's College medicinska museum i London och föreläsare inom botanik på St Mary's Hospital Medical School. Under sina 16 år som föreståndare för Peradeniya botaniska trädgård grundade han Museum of Economic Botany.